# Lunar Rescue
Lunar Rescue (ルーナー・ レスキユー) est un jeu vidéo de type action et Lunar Lander développé et édité par Taito, sorti en 1979 sur borne d'arcade.
Il fait partie de la compilation Taito Legends 2. Il a également été copié par plusieurs clones,,